# خوزه کونترراس
خوزه کونترراس (انگلیسی: José Contreras؛ زادهٔ ۶ دسامبر ۱۹۷۱) بازیکن بیس‌بال اهل کوبا بود.
از باشگاه‌هایی که در آن بازی کرده‌است می‌توان به نیویورک یانکیز اشاره کرد.
وی در مسابقات کشوری و بین‌المللی در مجموع برندهٔ ۶ مدال طلا، ۲ مدال نقره شده‌است.